# Мартин V
Мартин V (лат. Martinus PP. V, в миру — Оддоне Колонна, італ. Oddone Colonna; 1368, Дженаццано — 20 лютого 1431, Рим, Папська держава) — Папа Римський з 11 листопада 1417 року до 20 лютого 1431 року.

## Життєпис
Оддоне Колонна народився у 1368 році в Дженаццано (біля Риму).
Отримав призначення кардинала з рук Іннокентія VII. 6 листопада 1417 року учасники Констанцького собору за участю 23 кардиналів і 30 представників «християнських націй» — Німеччини, Англії, Іспанії, Франції та Італії (Польща була тоді прилучена до Німеччини) — одноголосно вибрали папою 49-річного кардинала Колонну.
Новообраний папа не був висвячений. Протягом трьох днів він був висвячений спочатку на диякона, священника, єпископа, що було необхідно для голови верховної влади церкви.
Після урочистої коронації, не очікуючи закриття собору, Мартин V поспішив до Італії. Але дорога до Риму зайняла у нього три роки. Вільний в'їзд у Рим треба було викупити у Джованни II, королеви Неаполя, яка довго торгувалась, та самозваного кондотьєра Браччі, який, користуючись хаосом, захопив владу в папській державі. Сам в'їзд Мартина V у Вічне місто не був тріумфальним: зруйновані будинки, порожні палаци та пограбовані собори свідчили про глибоку руїну покинутої папами столиці християнства.
Мартин V енергійно взявся за відновлення міста. Одразу після обрання Мартина V учасники Констанцького собору уклали ряд договорів, що врегульовували відносини між церквою та державною владою. Як здібний політик відзначився стабілізацією ситуації навколо папської держави.
Помер розбитий паралічем 20 лютого 1431 року. Похований у Латеранському палаці.